# اره موسیقی

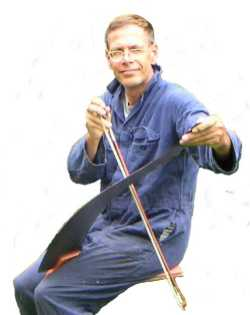
نحوهٔ نواختن ارّهٔ موسیقی

ارّهٔ موسیقی (به انگلیسی: Musical saw) یک ارهٔ دستی است که از آن به عنوان ساز موسیقی استفاده می‌شود. احتمالاً اولین بار در سدهٔ ۱۹ میلادی در رشته‌کوه آپالاش ایالات متحدهٔ آمریکا از این وسیله به‌عنوان یک ساز استفاده شده‌است. ارّهٔ موسیقی عموماً به‌وسیلهٔ کشیدن آرشه به قسمت بدون دندانهٔ ارّه یا بعضاً ضربه زدن به آن تولید صدا می‌کند و صدایش بسیار شبیه به صدای ترمین است.